# Eutrotonotus rectilinea
Eutrotonotus rectilinea är en fjärilsart som beskrevs av Sergius G. Kiriakoff 1960. Eutrotonotus rectilinea ingår i släktet Eutrotonotus och familjen tandspinnare. Inga underarter finns listade i Catalogue of Life.